# František Hochmann (1899)
František Hochmann (28. února 1899 – 20. února 1966), uváděný také jako František Hofmann nebo František Hochmann II (viz František Hochmann I), byl český fotbalový záložník.

## Hráčská kariéra
V československé lize hrál za AFK Vršovice/Bohemians v 89 utkáních, v nichž dal sedm branek. Do Vršovic přišel z SK Viktoria Žižkov. V roce 1927 se s AFK Vršovice účastnil turné po Austrálii, kde byl tým uváděn jako Bohemians a po němž klub u tohoto názvu zůstal.

### Prvoligová bilance
| Ročník             | Zápasy | Góly | Minuty | Klub                   |
| ------------------ | ------ | ---- | ------ | ---------------------- |
| I. liga 1925       | 7      | 0    | 630    | AFK Vršovice           |
| I. liga 1925/26    | 20     | 6    | –      | AFK Vršovice           |
| I. liga 1927       | 7      | 0    | –      | AFK Vršovice/Bohemians |
| I. liga 1927/28    | 11     | 1    | –      | AFK Bohemians          |
| I. liga 1928/29    | 7      | 0    | –      | AFK Bohemians          |
| I. liga 1929/30    | 14     | 0    | –      | AFK Bohemians          |
| I. liga 1930/31    | 7      | 0    | –      | AFK Bohemians          |
| I. liga 1931/32    | 13     | 0    | –      | AFK Bohemians          |
| I. liga 1932/33    | 3      | 0    | –      | AFK Bohemians          |
| CELKEM I. ČS. LIGA | 89     | 7    | –      |                        |